# محمدقاسم خالد
مولوی محمدقاسم خالد سیاستمدار طالبان افغانستان است که در حال حاضر به‌عنوان والی ولایت نیمروز فعالیت می‌کند.